# Альсяпинский
Альсяпинский — хутор в Новоаннинском районе Волгоградской области России, в составе Галушкинского сельского поселения.
Население — 152 (2010) человека.

## История
Хутор Альсяпинский относился к юрту станицы Филоновской Хопёрского округа Земли Войска Донского (с 1870 — Область Войска Донского). В 1859 года на хуторе проживали 94 мужчины и 96 женщин. Согласно переписи населения 1897 года на хуторе Альсяпинском (он же Галдин, Красиков, Мордвинцев) проживали 389 мужчин и 383 женщины, из них грамотных: мужчин — 134 (34,4 %), грамотных женщин — 6 (1,57 %).
Согласно алфавитному списку населённых мест Области Войска Донского 1915 года земельный надел хутора составлял 3816 десятин, здесь проживало 720 мужчин и 614 женщин, имелись хуторское правление, церковь, приходское училище, ветряная мельница, масляный завод, две кузницы.
В 1928 году хутор был включён в состав Преображенского района Хопёрского округа (округ упразднён в 1930 году) Нижне-Волжского края (с 1934 года — Сталинградский край). Хутор являлся центром Альсяпинского сельсовета. В 1935 году Альсяпинский сельсовет передан в состав Бударинского района.
В 1952 году Рог-Измайловский  и Альсяпинский были объединены в один Рог-Измайловский сельсовет, центр — хутор Рог-Измайловский. В связи с объединением колхоза имени Кирова Галушкинского сельсовета и колхоза «Красное знамя», находившегося на территории хутора Альсяпинского Рог-Измайловского сельсовета в один колхоз имени Кирова решением Сталинградского облисполкома от 23 апреля 1959 года №10/211 §44 хутор Альсяпинский и территория в границах земель бывшего колхоза «Красное знамя» были перечислены из Рог-Измайловского сельсовета в состав Галушкинского сельсовета. Указом Президиума Верховного Совета РСФСР от 12 ноября 1960 года и решением Сталинградского облисполкома от 15 ноября 1960 года № 18/617 Бударинский район был упразднен, Галушкинский сельсовет был включён в состав Новоаннинского района.

## География
Хутор находится в пределах Хопёрско-Бузулукской равнины, являющейся южным окончанием Окско-Донской низменности, на правом берегу реки Бузулука, на высоте около 85—95 метров над уровнем моря, напротив хутора Марчуковский. Почвы — пойменные нейтральные и слабокислые и чернозёмы обыкновенные.
По автомобильным дорогам расстояние до областного центра города Волгоград составляет 280 км, до районного центра города Новоаннинский — 24 км, до хутора Галушкинский — 9,1 км, до хутора Рог-Измайловский — 8,3 км.
Климат
Климат умеренный континентальный (согласно классификации климатов Кёппена — Dfb). Многолетняя норма осадков — 457 мм. В течение города количество выпадающих атмосферных осадков распределяется относительно равномерно: наибольшее количество осадков выпадает в июне — 52 мм, наименьшее в феврале и марте — по 25 мм. Среднегодовая температура положительная и составляет + 6,8 °С, средняя температура самого холодного месяца января −9,2 °С, самого жаркого месяца июля +21,7 °С.
Часовой пояс
Альсяпинский, как и вся Волгоградская область, находится в часовой зоне МСК (московское время). Смещение применяемого времени относительно UTC составляет +3:00.

## Население
Динамика численности населения по годам:
| 1859 | 1873 | 1897 | 1915 | 1987 |
| ---- | ---- | ---- | ---- | ---- |
| 190  | 406  | 772  | 1334 | ≈190 |

| 2010 |
| ---- |
| 152  |